# 名古屋市立天白小学校
名古屋市立天白小学校（なごやしりつ てんぱくしょうがっこう）は愛知県名古屋市天白区の市立小学校。

## 沿革
- 1907年（明治40年） - 天白尋常小学校として開校[1]。
- 2006年（平成18年） - 開校100周年を迎える。
- 2016年（平成28年） - 開校110周年を迎える。

## 校訓
明るく、正しく、強く、仲よく。

## 地理

### 学区内の河川
- 天白川
- 地蔵川

## 著名な出身者
- 坂本陽斗（ボディビルダー)[3]